# 葵青路

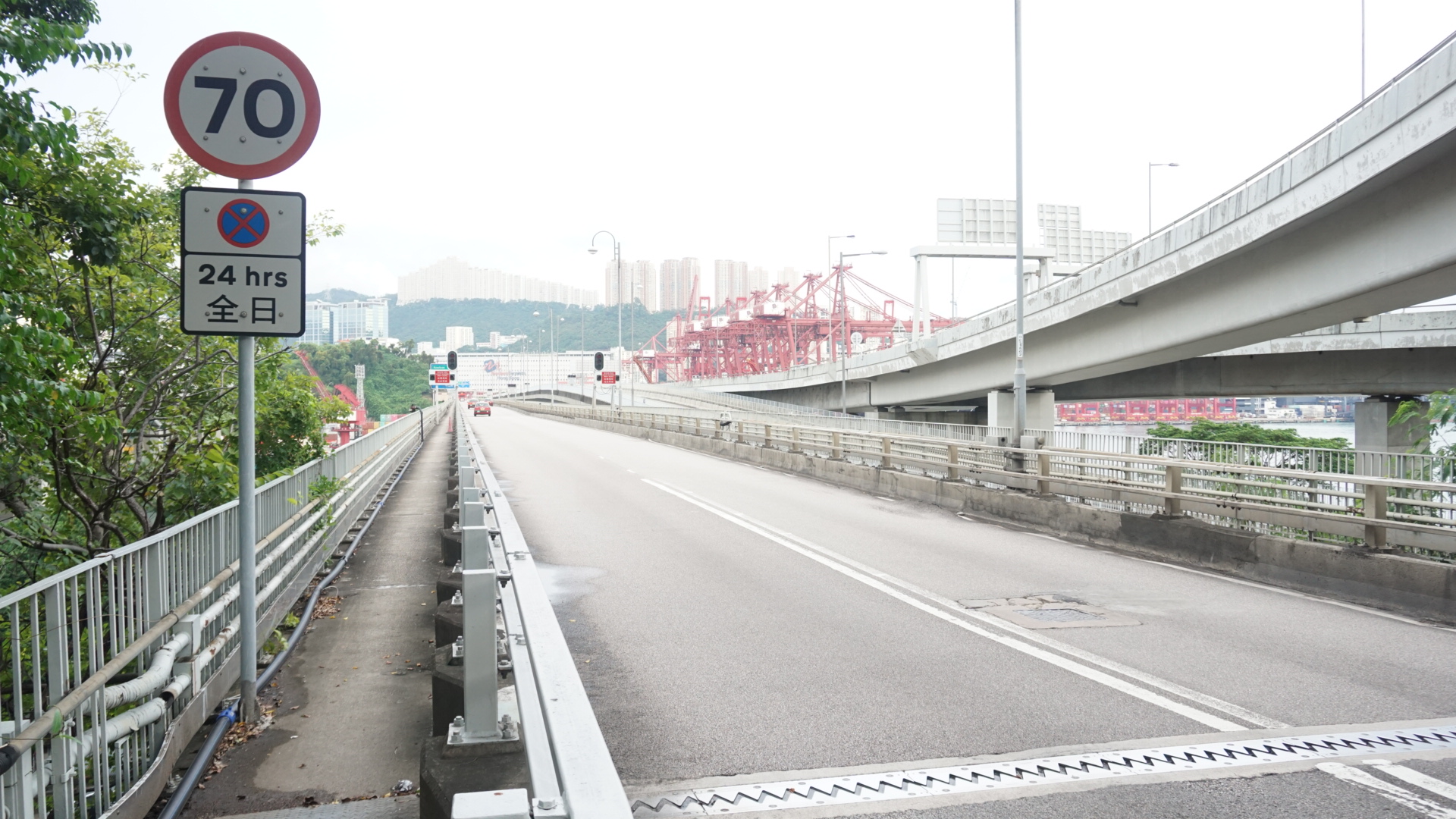
葵青路西段

葵青路（英語：Kwai Tsing Road）是香港新界葵青區的一條道路，連接葵涌的葵青交匯處及青衣島的青衣交匯處，是該區的主幹道。大部份路段以高架橋形式跨過青洲和藍巴勒海峽，該段跨海大橋原為雙向行車的青衣大橋（或稱作青衣南橋），但為了應付日益增加的交通流量，建於青衣大橋旁的葵青橋（當時稱作青衣複製南橋）於2000年左右落成。自此，青衣大橋改為單向行車，並連同葵青橋一起成為葵青路的一部份。

## 鄰近地方
- 葵青交匯處
- 葵涌公園
- 葵涌貨櫃碼頭
- 藍巴勒海峽
- 青葵公路
- 長青橋
- 長青隧道
- 長青邨

## 交匯道路
- 青衣鄉事會路
- 青衣路
- 葵景路
- 葵泰路
- 荃灣路
- 興芳路